# Équipe cycliste féminine Cofidis
Cet article concerne l'équipe féminine. Pour l'équipe masculine, voir Équipe cycliste Cofidis.
L'équipe cycliste féminine Cofidis (Cofidis Women Team en anglais) est une équipe cycliste féminine professionnelle française créée en 2021. 

## Histoire

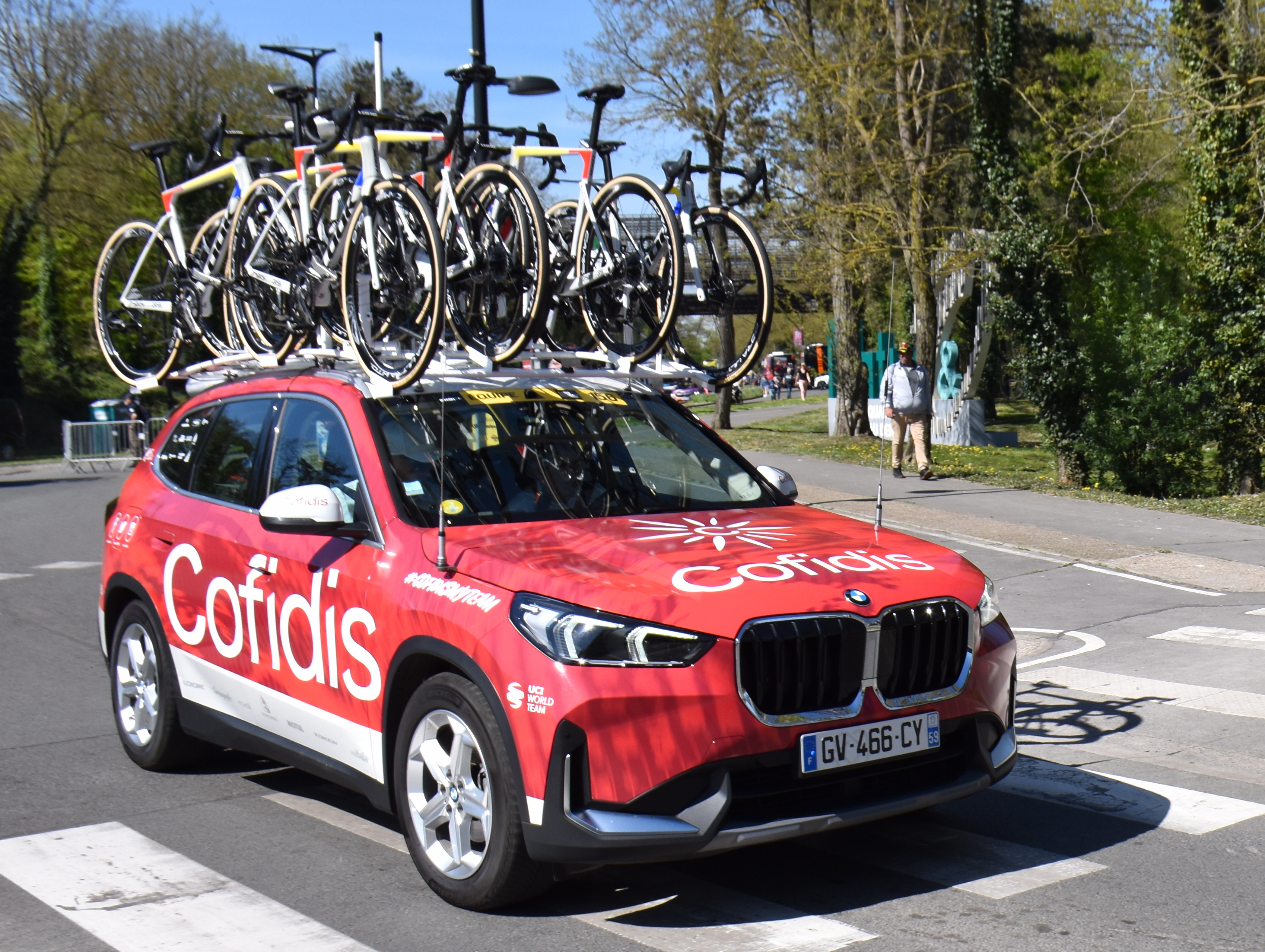
Véhicule Team Cofidis 2025.

L'équipe cycliste féminine Cofidis est créée en 2021.
D'un effectif de onze coureuses, elle est notamment construite autour de quatre leaders et capitaines de route, l'Allemande Clara Koppenburg, l'Australienne Rachel Neylan, ancienne vice-championne du monde sur route en 2012, la Canadienne Gabrielle Pilote Fortin (en) et la Française Sandra Levenez, ancienne championne du monde de duathlon.
L'équipe, dirigée par Gaël Le Bellec, évolue pour sa première saison, en 2022, au niveau continental (2e division).
Pour la saison 2025, l'UCI créé une nouvelle catégorie d'équipes de 2e division internationale, entre les équipes World Team et les équipes continentales. L'équipe fait partie des 7 premières équipes de cette nouvelle catégorie UCI Women's ProTeam.

## Classements UCI
Ce tableau présente les places de l'équipe au classement de l'Union cycliste internationale en fin de saison, ainsi que la meilleure cycliste au classement individuel de chaque saison.
| Classement UCI | Classement UCI         | Classement UCI                              | Classement UCI |
| Année          | Classement par équipes | Meilleure coureuse au classement individuel |                |
| -------------- | ---------------------- | ------------------------------------------- | -------------- |
| 2022           | 28e                    | Clara Koppenburg (138e)                     |                |
| 2023           | 18e                    | Clara Koppenburg (75e)                      |                |
| 2024           | 19e                    | Victoire Berteau (47e)                      |                |
|                |                        |                                             |                |
| Source : UCI   |                        |                                             |                |

L'équipe est également classée sur l'UCI World Tour féminin.
| UCI World Tour | UCI World Tour         | UCI World Tour                              | UCI World Tour |
| Année          | Classement par équipes | Meilleure coureuse au classement individuel |                |
| -------------- | ---------------------- | ------------------------------------------- | -------------- |
| 2022           | 22e                    | Rachel Neylan (109e)                        |                |
| 2023           | 20e                    | Clara Koppenburg (97e)                      |                |
| 2024           | 18e                    | Victoire Berteau (58e)                      |                |
|                |                        |                                             |                |
| Source : UCI   |                        |                                             |                |

## Cofidis Women Team en 2025

### Effectif
| Effectif 2025              | Effectif 2025     | Effectif 2025 | Effectif 2025                          |
| Cycliste                   | Date de naissance | Pays          | Équipe précédente                      |
| -------------------------- | ----------------- | ------------- | -------------------------------------- |
| Martina Alzini             | 10 février 1997   | Italie        | Valcar-Travel & Service (2021)         |
| Julie Bego                 | 9 janvier 2005    | France        | Chambéry Cyclisme Compétition (2023)   |
| Victoire Berteau           | 16 août 2000      | France        | Doltcini-Van Eyck-Proximus (2021)      |
| Marion Borras              | 24 novembre 1997  | France        | St Michel-Mavic-Auber 93 (2024)        |
| Flavie Boulais             | 6 juin 2003       | France        | Elles-Groupama-Pays de la Loire (2022) |
| Eugenia Bujak              | 25 juin 1989      | Slovénie      | UAE Team ADQ (2024)                    |
| Ema Comte (1 août–31 déc.) | 24 mars 2005      | France        | Team Féminin Chambéry (2024)           |
| Amalie Dideriksen          | 24 mai 1996       | Danemark      | Uno-X Mobility (2024)                  |
| Valentine Fortin           | 24 avril 1999     | France        | St Michel-Auber 93 (2021)              |
| Victorie Guilman           | 25 mars 1996      | France        | St Michel-Mavic-Auber 93 (2024)        |
| Špela Kern                 | 24 février 1990   | Slovénie      | Massi Tactic (2022)                    |
| Clara Koppenburg           | 3 août 1995       | Allemagne     | EF-Oatly-Cannondale (2024)             |
| Hannah Ludwig              | 15 février 2000   | Allemagne     | Uno-X Pro Cycling Team (2023)          |
| Lise Ménage                | 26 août 2004      | France        |                                        |
| Nikola Nosková             | 1 juillet 1997    | Tchéquie      | Massi Tactic (2023)                    |
| Nadia Quagliotto           | 22 mars 1997      | Italie        | Laboral Kutxa-Fundación Euskadi (2024) |
| Kirstie van Haaften        | 21 janvier 1999   | Pays-Bas      | Parkhotel Valkenburg (2023)            |
|                            |                   |               |                                        |
| Source : ProCyclingStats   |                   |               |                                        |

### Victoires
| Victoires | Victoires | Victoires | Victoires | Victoires | Victoires |
| Date      | Course    | Pays      | Classe    | Vainqueur |           |
| --------- | --------- | --------- | --------- | --------- | --------- |